# Cosmarium subdrepressum
Cosmarium subdrepressum là một loài Song tinh tảo trong họ Desmidiaceae, thuộc chi Cosmarium.